# Sólveig Anspach
Pour les articles homonymes, voir Anspach.
Sólveig Anspach, née le 8 décembre 1960 à Heimaey dans les îles Vestmann en Islande, et morte le 7 août 2015 à Réauville (Drôme), est une réalisatrice américano-islandaise diplômée de la Fémis à Paris.
En 2016, le prix Sólveig Anspach est créé en Islande pour récompenser les premières œuvres de courts-métrages de jeunes femmes de nationalité française, islandaise ou d'un pays francophone.
En 2017, elle reçoit à titre posthume, le César du meilleur scénario original pour L'Effet aquatique.
En juillet 2022, un prix du Public long métrage Sólveig-Anspach est créé aux Ciné-rencontres de Prades 2022 dans les Pyrénées-Orientales, récompensant un premier ou second long métrage européen.

## Biographie

### Jeunesse
Son père, Gerald Anspach, a fui l'Allemagne nazie avec sa famille et a rejoint les États-Unis. À 18 ans, il s'est engagé dans l'Armée américaine et a participé au débarquement en Normandie : c'est ainsi qu'il devient Américain. L'armée lui propose alors deux ans d'études payées : il choisit les Beaux-Arts de Paris, et c'est là qu'il rencontre Högna Sigurðardóttir, venue depuis l'île de Vestmannaeyjar étudier l'architecture, qui sera la première femme architecte d'Islande. Ils ont deux filles : Sólveig, née en 1960, et Thorunn (productrice chez MERCER PRODUCTIONS),.
Née en Islande, Sólveig Anspach étudie à Paris la psychologie. Et après trois tentatives, elle entre enfin à la FÉMIS en section réalisation, en 1990 — il s'agit de la première promotion après la transformation de l'IDHEC.

### Carrière
Elle s'installe dans les années 1990 en Seine-Saint-Denis, à la limite entre Montreuil et Bagnolet, quartier qu'elle chérit particulièrement pour sa diversité.
En 1994, alors qu'elle est enceinte pour la première fois, elle est atteinte d'un cancer du sein. Elle se bat contre la maladie, survit, donne naissance à sa fille, Clara Lemaire Anspach (scénariste et réalisatrice) et réalise son premier long-métrage, qui raconte son histoire, Haut les cœurs !, avec Karin Viard dans le rôle principal.
En 2001, elle obtient le prix François-Chalais pour Made in the USA, un documentaire sur la peine de mort aux États-Unis, sélectionné pour la Quinzaine des réalisateurs à Cannes,. D'après les Inrocks, elle fait pour ce documentaire « tragique et sombre » un vrai travail de cinéaste.
En 2003, son deuxième long-métrage, Stormy Weather, est dans la sélection Un certain regard du Festival de Cannes. Dans ce film, Sólveig Anspach offre deux « rôles bouleversants » à Élodie Bouchez et Didda Jónsdóttir. C'est avec cette dernière le début d'une collaboration poursuivie dans Back Soon (Skrapp út) (2007), Queen of Montreuil (2012) et L'Effet aquatique (2015). Ces trois films constituent sa « trilogie fauchée ».
En 2008, elle tourne pour France 2 le téléfilm Louise Michel, avec Sylvie Testud dans le rôle-titre.
Avec Lulu femme nue, en 2013, Sólveig Anspach retrouve Karin Viard et lui offre un « lâcher-prise émouvant ». Ces retrouvailles illustrent la fidélité des acteurs à la réalisatrice, comme dans ses quatre collaborations avec Didda Jónsdóttir ou celles avec Ingvar E. Sigurðsson (Stormy Weather, Skrapp út et L'effet aquatique), Julien Cottereau (Haut les cœurs ! et Skrapp út), Samir Guesmi (Queen of Montreuil et L'Effet aquatique) et Florence Loiret Caille (Queen of Montreuil et L'Effet aquatique).
En 2015, Sólveig Anspach tourne L'Effet aquatique entre l'Islande et Montreuil, dernier opus de sa "trilogie fauchée", avec Samir Guesmi, Florence Loiret Caille, Philippe Rebbot, Didda Jónsdóttir, Esteban et ses autres acteurs fétiches. Quelques mois après le tournage, elle est hospitalisée.

### Mort
Elle meurt le 7 août 2015 à l'âge de 54 ans à Réauville, dans la Drôme, des suites d'une récidive de cancer, celui-là même qu'elle avait abordé dans son principal succès, le film autobiographique Haut les cœurs !.

## Hommages
Elle obtient le César 2017 du meilleur scénario pour L'Effet aquatique à titre posthume.
En 2018, le collège Sólveig Anspach est inauguré à Montreuil (où elle a vécu toute sa vie adulte), à quelques mètres de sa maison.
En 2022, sort le film Les Jeunes Amants, réalisé par Carine Tardieu, qui s'inspire d'un scénario que Sólveig Anspach n'avait pas eu le temps de tourner à cause de sa maladie.

## Filmographie

### Documentaires
- 1988 : La Tire
- 1989 : Par amour
- 1990 : Les Îles Vestmannaeyar
- 1991 : Kjalvegur
- 1992 : Sandrine à Paris
- 1995 : Bistrik, Sarajevo
- 1997 : Barbara, tu n'es pas coupable
- 1998 : Que personne ne bouge !
- 2001 : Made in the USA
- 2001 : Reykjavik, des elfes dans la ville
- 2002 : La Revue : Deschamps / Makaeïeff
- 2004 : Faux Tableaux dans vrais paysages islandais
- 2005 : Le Secret
- 2006 : Manon, Montreuil-sous-Bois, France
- 2006 : Didda, Reykyavik, Islande

### Cinéma
- 1999 : Haut les cœurs !
- 2003 : Stormy Weather
- 2006 : Les Européens - segment Jane by the Sea
- 2007 : Skrapp út (Back Soon)
- 2010 : Anne et les Tremblements (court-métrage)
- 2013 : Queen of Montreuil
- 2013 : Lulu femme nue (production 2012)
- 2016 : L'Effet aquatique (production 2015)[14]

### Télévision
- 2010 : Louise Michel (téléfilm)

## Distinctions

### Nominations
- César du cinéma 2000 : Meilleur premier film pour Haut les cœurs !
- Festival de Cannes 1999 : sélection Quinzaine des réalisateurs pour Haut les cœurs !
- Festival de Cannes 2003 : sélection Un certain regard pour Stormy Weather
- Toronto Film Festival 2003 pour Stormy Weather
- César du cinéma 2015 : Meilleure adaptation pour Lulu femme nue
- César 2015 : Meilleure actrice dans un second rôle pour Claude Gensac pour Lulu femme nue

### Récompenses
- César de la meilleure actrice en 2000 pour Karin Viard dans Haut les Coeurs !
- Grand Prix et Prix du public, Festival France Cinéma, Florence, Italie pour Haut les coeurs ! en 1999
- Prix François Chalais, Quinzaine des réalisateurs, Festival de Cannes 2001 pour Made in the USA
- Variety Price, Locarno Film Festival, Suisse, pour Back Soon, 2008
- Prix Lina Mangiacapre, Mostra de Venise, 2012, Queen of Montreuil
- Prix de la Jeunesse, Festival du film francophone de Tübingen, 2013, Queen of Montreuil
- Prix du Public, Reykjavik Film Festival, 2012, Queen of Montreuil
- Prix SACD Cinéma 2015
- César du meilleur scénario original en 2017 pour L'Effet aquatique à titre posthume
- Prix SACD, section Quinzaine des réalisateurs, Festival de Cannes 2016, pour L'Effet aquatique